# Joanna Cornelia Bingley

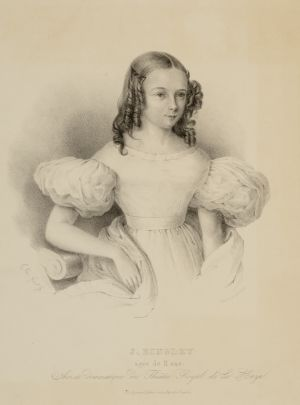
Joanna Cornelia Bingley, um 1796

Joanna Cornelia Hoedt-Bingley (getauft 6. Dezember 1785 in Rotterdam; gestorben 22. März 1869 in Den Haag) war eine niederländische Schauspielerin und Sängerin.

## Leben
Joanna Cornelia Bingley wurde am 6. Dezember 1785 in Rotterdam getauft. Sie war die Tochter des Schauspielers und Theaterregisseurs Ward Bingley (1751–1818) und der Schauspielerin Maria Anna Wattier (1760–1814). Joanna Cornelia Bingley war das zweitjüngste von fünf Kindern der wohlhabenden Schauspielerfamilie und wuchs in Rotterdam auf. Die Familie gehörte zu den bedeutendsten niederländischen Theaterdynastien des ausgehenden 18. und der ersten Jahrzehnte des 19. Jahrhunderts. Bei Johannas Taufe in der römisch-katholischen Kirche 't Steiger in Rotterdam war ihre Tante Johanna Cornelia Wattier, die berühmteste Schauspielerin dieser Zeit, als Trauzeugin und Patin anwesend. Bereits als Kind hatte sie Kontakt mit der Welt des Theaters, wo ihr Vater als Schauspieler und Theaterregisseur Berühmtheit erlangt hatte. Schauspielunterricht erhielt sie von ihrem Vater und ihrer Tante und um 1800 debütierte sie, als sie etwa 15 Jahre alt war, bei den Zuid-Hollandsche Tooneelisten, dem Unternehmen ihres Vaters.
Dort lernte sie den Schauspieler, Regisseur und späteren Theaterdirektor Jan Hendrik Hoedt (1779–1846) kennen, wo er als Regisseur und Schauspieler arbeitete. Sie heirateten am 15. April 1803 in Rotterdam. Aus der Ehe gingen fünf Töchter und drei Söhne hervor, von denen ein Sohn und drei Töchter das Erwachsenenalter erreichten.
Bingley spielte ab 1808 in der Tragödie die Rollen der jungen Frauen. Sie erlangte Bekanntheit durch ihre Auftritte als Badeloch in „Vondels“ von Gijsbrecht van Aemstel, als Königin Geertruide in Ducis‘ Hamlet und als Maria Stuart in Le Bruns gleichnamigem Theaterstück. Ihr Vater starb 1818 und danach übernahmen Hoedt und Joanna Bingleys Bruder Willem Albertus Bingley (1793–1844) die Leitung der Zuid-Hollandsche Tooneelisten. Dadurch wurde auch ihre Position weiter gestärkt, sie war nicht mehr nur die Tochter, sondern nun auch die Ehefrau des Direktors.
Von den acht Kindern des Paares starben vier innerhalb von anderthalb Jahren nach ihrer Geburt und davon die ersten drei alle im Jahr 1806. Nach einer Geburt nahm Joanna Bingley ihre Arbeit innerhalb kurzer Zeit wieder auf. Die Familie lebte bis 1814 in Rotterdam, dann zog sie nach Den Haag, weil die dortige Hollandse Schouwburg zum neuen Spielplatz der Zuid-Hollandsche Tooneelisten wurde. Zwei ihrer Töchter, Johanna Cornelia (1808–1856) und Adriana Maria (1820–1902), traten ebenso wie Johanna selbst in jungen Jahren den Zuid-Hollandsche Tooneelisten bei. Mehrfach standen Joanna, ihr Mann und die Kinder gemeinsam auf der Bühne.
Ihr Bruder Willem wurde 1844 als Direktor der Zuid-Hollandsche Tooneelisten entlassen, nur wenige Monate später starb er. Jan Hendrik Hoedt führte das Unternehmen nun alleine, jedoch wurde bei ihm zu der Zeit Mundkrebs diagnostiziert. Während seiner langen Krankheit kümmerte sich Joanna Bingley um ihn, die Kinder und den Haushalt. Er starb 1846. Mit seinem Tod wurde die Stellung der inzwischen sechzigjährigen Johanna Bingley unter den Zuid-Hollandsche Tooneelisten ungewiss. Der neue Regisseur, Anton Peters, führte allerlei Neuerungen ein und engagierte auch neue Schauspielerinnen aus Amsterdam für die „Jeune Premiere“-Rollen. 1849 verabschiedete sich Johanna nach fast fünfzig Jahren von der Bühne und den Zuid-Hollandsche Tooneelisten. Bei ihren Abschiedsvorstellungen in Den Haag spielte sie die Dorine in „Tartuffe“ von Molière und in Amsterdam verkörperte sie ihre berühmte Rolle der Epicharis in „Epicharis und Nero“ von Legouvé. Mit Johanna Bingley verließ das letzte Mitglied der Bingley/Wattier-Dynastie die Theaterbühne. Ihre schauspielerische Leistung wurde im Laufe ihrer Karriere gemischt betrachtet. Früh wurde sie mit ihrer großen Tante verglichen, meist zu ihrem Nachteil. Zwischen 1810 und 1830 war sie jedoch eine der bekanntesten frühen Schauspielerinnen und ihre Arbeit genoss hohes Ansehen. Gegen Ende ihrer Bühnenkarriere geriet Bingley ebenso wie ihr Ehemann zunehmend in die Kritik, etwa weil sie mit sechzig Jahren noch junge Premierenrollen spielte.
Ihr Privat- und Berufsleben waren eng miteinander verbunden. Nach ihrem Karriereende dürfte sich in ihrem Leben viel verändert haben, doch über die letzten zwanzig Jahre ihres Lebens ist kaum etwas bekannt. Aller Wahrscheinlichkeit nach wurde sie größtenteils von ihren Kindern unterstützt. Sie pflegte jedoch weiterhin Kontakt zu Dramaturgen und Schauspielern. Johanna Cornelia Hoedt-Bingley starb im Alter von 83 Jahren, am 22. März 1869 in Den Haag.